# KBS 1TV 일일 드라마
KBS 1TV 일일 드라마는 KBS 1TV에서 매주 평일 오후 8시 30분에 방송 중인 드라마 프로그램이다.

## 개요
연속극 드라마 형식으로 방송 중이다.

## 방송 시간
| 방송 채널 | 방송 기간                                                | 방송 시간                                                                      | 방송 분량 |
| KBS 1TV   | 4부                                                      | 4부                                                                            | 4부       |
| --------- | -------------------------------------------------------- | ------------------------------------------------------------------------------ | --------- |
| KBS 1TV   | 1969.5.5~6.14                                            | 매주 월~토 오후 7:55~오후 8:15                                                 | 20        |
| KBS 1TV   | 1969.6.16~11.14                                          | 월~금 오후 10:15~10:35 오후 10:00~10:15 오후 10:00~10:15/20분 오후 10:10~10:30 | 15/20     |
| KBS 1TV   | 1969.11.17~12.20                                         | 매주 월~토 오후 9:35~오후 9:55                                                 | 20        |
| KBS 1TV   | 1970.4.1~12                                              | 매주 월~금 오후 9:35~9:55                                                      | 20        |
| KBS 1TV   | 1970.4.6~10                                              | 매주 월~금 오후 10:05~10:25                                                    | 20        |
| KBS 1TV   | 1970.4.13~6.26                                           | 매주 월~금 오후 10:20~10:40                                                    | 20        |
| KBS 1TV   | 1970.6.29~7.31 1970.9.7~18 1970.9.23~24일 1970.9.29~10.2 | 매주 월~금 오후 10: 10~30                                                      | 20        |
| KBS 1TV   | 1970.8.3~9.4 1970.9.25                                   | 매주 월~금 오후 10:15~35                                                       | 20        |
| KBS 1TV   | 1970.9.21                                                | 월 오후 10:50~11:10                                                            | 20        |
| KBS 1TV   | 1970.9.22                                                | 화 오후 10:25~45                                                               | 20        |
| KBS 1TV   | 1970.9.28                                                | 월 오후 10:40~11:00                                                            | 20        |
| KBS 1TV   | 1970.10.3                                                | 토 오후 10:50~11:10                                                            | 20        |
| KBS 1TV   | 1970.10.5~11.28 1973.6.11~8.14                           | 매주 월~토 오후 10:10~30                                                       | 20        |
| KBS 1TV   | 1970.11.30~1971.5.29                                     | 매주 월~토 오후 9:20~40                                                        | 20        |
| KBS 1TV   | 1971.5.31~10.9 1976.4.12~10.16                           | 매주 월~토 오후 9:30~50                                                        | 20        |
| KBS 1TV   | 1971.10.11~15                                            | 매주 월~토 오후 9:10~30                                                        | 20        |
| KBS 1TV   | 1971.11.17~1972.3.31                                     | 매주 일~금 오후 9:20~40                                                        | 20        |
| KBS 1TV   | 1972.4.3~5.3 1972.10.16~20                               | 매주 월~금 오후 10:00~20                                                       | 20        |
| KBS 1TV   | 1972.5.4~6.16                                            | 매주 월~금 오후 9:50~10:10                                                     | 20        |
| KBS 1TV   | 1972.6.19~10.13                                          | 매주 월~토 오후 10:00~20                                                       | 20        |
| KBS 1TV   | 1972.10.23~12.1 1973.4.9~6.8                             | 매주 월~금 오후 10:10~20                                                       | 10        |
| KBS 1TV   | 1972.12.4~1973.4.7                                       | 매주 월~금 오후 10:10~20분 매주 토 오후 10:20~30                               | 10        |
| KBS 1TV   | 1973.8.15~10.5 1973.12.3~1974.3.29                       | 매주 월~금 오후 10:00~15                                                       | 15        |
| KBS 1TV   | 1973.11.12~12.1                                          | 매주 월~토 오후 10:00~20                                                       | 20        |
| KBS 1TV   | 1974.4.14~6.14 1974.10.6~1975.1.25                       | 매주 일~금 오후 9:40~10:00                                                     | 20        |
| KBS 1TV   | 1974.6.17~10.4                                           | 매주 월~토 오후 9:40~10:00                                                     | 20        |
| KBS 1TV   | 1975.1.27~2.14 1975.6.9~21                               | 매주 월~토 오후 8:40~9:00                                                      | 20        |
| KBS 1TV   | 1975.2.16                                                | 일 오후 10:00~20                                                               | 20        |
| KBS 1TV   | 1975.2.17~6.7                                            | 매주 월~토 오후 8:35~55                                                        | 20        |
| KBS 1TV   | 1975.6.28~9.7                                            | 매주 일~금 오후 8:40~9:00                                                      | 20        |
| KBS 1TV   | 1975.9.8~10.3                                            | 매주 월~금 오후 8:35~55 매주 일 오후 8:40~9:00                                 | 20        |
| KBS 1TV   | 1975.10.6~1976.1.10                                      | 매주 월~토 오후 8:30~50                                                        | 20        |
| KBS 1TV   | 1976.1.12~2.15                                           | 매주 월~토 오후 8:20~40                                                        | 20        |
| KBS 1TV   | 1976.2.17~4.9                                            | 매주 월~금 오후 8:20~40                                                        | 20        |
| KBS 1TV   | 1976.10.18~1977.10.15                                    | 매주 월~토 오후 8:40~9:00                                                      | 20        |
| KBS 1TV   | 1977.10.17~12:30                                         | 매주 월~금 오후 10:10~30                                                       | 20        |
| KBS 1TV   | 1978.1.4~10.7                                            | 매주 월~토 오후 10:10~30                                                       | 20        |
| KBS 1TV   | 1978.10.9~1979.4.7                                       | 매주 월~토 오후 10:05~25                                                       | 20        |
| KBS 1TV   | 1979.4.9~11.10                                           | 매주 월~토 오후 10:00~25                                                       | 25        |
| KBS 1TV   | 1부                                                      |                                                                                |           |
| KBS 1TV   | 1970.9.28~11.27                                          | 매주 월~금 오후 7:00~20                                                        | 20        |
| KBS 1TV   | 1970.11.30~1971.5.30                                     | 매주 일~금 오후 7:30~50                                                        | 20        |
| KBS 1TV   | 1971.5.31~10.8                                           | 매주 일~금 오후 8:20~40                                                        | 20        |
| KBS 1TV   | 1971.10.11~11.15 1972.4.3~10.6                           | 매주 월~토 오후 7:30~50                                                        | 20        |
| KBS 1TV   | 1971.11.17~1972.4.2                                      | 매주 일~금 오후 7:30~45                                                        | 15        |
| KBS 1TV   | 1973.10.8~12.1                                           | 매주 월~토 오후 7:25~45                                                        | 20        |
| KBS 1TV   | 1973.12.3~1974.3.31                                      | 매주 일~금 오후 7:15~35                                                        | 20        |
| KBS 1TV   | 1974.4.1~6.15                                            | 매주 월~토 오후 7:20~40                                                        | 20        |
| KBS 1TV   | 1974.6.17~29                                             | 매주 월~토 오후 7:15~35                                                        | 20        |
| KBS 1TV   | 1974.7.1~8.30                                            | 매주 월~금 오후 7:15~35                                                        | 20        |
| KBS 1TV   | 1974.9.2~1975.1.1                                        | 매주 월~금 오후 7:20~40                                                        | 20        |
| KBS 1TV   | 1975.1.6~2.14                                            | 매주 월~금 오후 6:40~7:00                                                      | 20        |
| KBS 1TV   | 1975.9.29~1976.1.10                                      | 매주 월~토 오후 7:20~40                                                        | 20        |
| KBS 1TV   | 1976.1.12~2.6                                            | 매주 월~금 오후 7:30~50                                                        | 20        |
| KBS 1TV   | 1976.2.8~16                                              | 매주 일~금 오후 7:30~50                                                        | 20        |
| KBS 1TV   | 1976.2.17~4.10                                           | 매주 월~토 오후 7:40~8:00                                                      | 20        |
| KBS 1TV   | 1980.12.1~1981.1.30                                      | 매주 일~금 오후 7:00~20                                                        | 20        |
| KBS 1TV   | 1981.2.2~4.4                                             | 매주 월~토 오후 7시 ~ 오후 7:20                                                | 20        |
| KBS 1TV   | 1981.4.6~9.3                                             | 매주 월~금 오후 7:00~20 일 오후 6:50~7:10                                      | 20        |
| KBS 1TV   | 2부                                                      |                                                                                |           |
| KBS 1TV   | 1971.10.11~11.16                                         | 매주 일~금 오후 7:50~8:20                                                      | 30        |
| KBS 1TV   | 1971.11.17~1972.4.1                                      | 매주 월~토 오후 7:45~8:10                                                      | 25        |
| KBS 1TV   | 1972.4.3~5.3                                             | 매주 월~토 오후 8:20~50                                                        | 30        |
| KBS 1TV   | 1972.5.4~10.21 1974.4.1~6.15                             | 매주 월~토 오후 8:20~40                                                        | 20        |
| KBS 1TV   | 1972.10.23~1973.10.6 1973.12.3~1974.3.30                 | 매주 월~토 오후 8:40~9:00                                                      | 20        |
| KBS 1TV   | 1973.10.8~11.10                                          | 매주 월~토 오후 8:30~50                                                        | 20        |
| KBS 1TV   | 1974.6.19~8.30                                           | 매주 월~금 오후 8:30~9:00                                                      | 30        |
| KBS 1TV   | 1974.9.2~26                                              | 매주 월~금 오후 7:50~8:20                                                      | 30        |
| KBS 1TV   | 1974.9.30~1975.1.3                                       | 매주 월~금 오후 8:30~55                                                        | 25        |
| KBS 1TV   | 1975.1.6~24                                              | 매주 월~금 오후 8:35~9:00                                                      | 25        |
| KBS 1TV   | 1975.1.27~31                                             | 매주 월~금 오후 8:05~30                                                        | 25        |
| KBS 1TV   | 1975.2.3~14                                              | 매주 월~금 오후 8:15~30                                                        | 15        |
| KBS 1TV   | 1975.2.17~4.4                                            | 매주 월~금 오후 8:10~25                                                        | 15        |
| KBS 1TV   | 1975.4.7~6.6                                             | 매주 월~금 오후 7:20~35                                                        | 15분      |
| KBS 1TV   | 1975.6.16~18일 1975.6.30~9.17                            | 매주 월~금 오후 8:00~25                                                        | 25        |
| KBS 1TV   | 1975.6.19~20                                             | 목~금 오후 7:35~8:00                                                           | 25        |
| KBS 1TV   | 1975.6.23~27                                             | 매주 월~금 오후 8:40~9:00                                                      | 20        |
| KBS 1TV   | 1975.9.18                                                | 매주 월~금 오후 8:25~50                                                        | 25        |
| KBS 1TV   | 1976.4.12~8.6                                            | 매주 월~금 오후 8:25~35                                                        | 10        |
| KBS 1TV   | 1976.8.9~17                                              | 매주 월~금 오후 8:50~9:00                                                      | 10        |
| KBS 1TV   | 1976.8.18~10.29                                          | 매주 월~금 오후 8:25~40                                                        | 15        |
| KBS 1TV   | 1976.11.1~1977.10.15                                     | 매주 월~토 오후 8:25~40                                                        | 15        |
| KBS 1TV   | 1977.10.17~1979.11.9                                     | 매주 월~금 오후 8:20~50                                                        | 30        |
| KBS 1TV   | 1979.11.12~1980.3.29                                     | 매주 월~토 오후 8:20~50 토 오후 8:30~9:00                                      | 30        |
| KBS 1TV   | 1980.3.31~6.14                                           | 매주 월~토 오후 8:35~9:00                                                      | 25        |
| KBS 1TV   | 1980.6.16~11.28                                          | 매주 월~금 오후 8:35~9:00                                                      | 25        |
| KBS 1TV   | 1980.12.2~1981.1.30                                      | 매주 월~금 오후 9:40~10:05                                                     | 25        |
| KBS 1TV   | 1981.2.1~4.5                                             | 매주 일~금 오후 8:35~9:00                                                      | 25        |
| KBS 1TV   | 1981.4.6~1982.9.18                                       | 매주 월~토 오후 8:35~9:00                                                      | 25        |
| KBS 1TV   | 1982.9.20~12.3 1982.12.13~1984.6.1                       | 매주 평일 오후 8:35~9:00                                                       | 25        |
| KBS 1TV   | 1982.12.6~10 1985.4.22~1999.11.19 2019.1.1~현재          | 매주 평일 오후 8:30~9:00                                                       | 30        |
| KBS 1TV   | 1984.6.4~1985.4.19                                       | 매주 평일 오후 9:45~10:15                                                      | 30        |
| KBS 1TV   | 1999.11.22~2018.12.31                                    | 매주 평일 오후 8:25~9:00                                                       | 35        |
| KBS 1TV   | 3부                                                      |                                                                                |           |
| KBS 1TV   | 1972.10.23~1973.4.7                                      | 매주 월~토 오후 9:15~35                                                        | 20        |
| KBS 1TV   | 1973.4.9~6.9                                             | 매주 월~토 오후 9:20~40                                                        | 20        |
| KBS 1TV   | 1973.6.11~8.14                                           | 매주 월~금 오후 9:40~50                                                        | 10        |
| KBS 1TV   | 1974.4.15~19                                             | 매주 월~금 오후 9:25~35                                                        | 10        |
| KBS 1TV   | 1974.4.22~6.7                                            | 매주 월~금 오후 9:30~40                                                        | 10        |
| KBS 1TV   | 5부                                                      |                                                                                |           |
| KBS 1TV   | 1974.11.25~29                                            | 월~금 오후 10:00~20                                                            | 20        |
| KBS 1TV   | 1974.12.2~1975.2.8 1977.4.4~10.15                        | 매주 월~토 오후 10:00~20                                                       | 20        |
| KBS 1TV   | 1975.2.10~10.3 1976.4.12~1977.4.1                        | 매주 월~금 오후 10:00~25                                                       | 25        |
| KBS 1TV   | 1975.10.6~11.1                                           | 매주 월~토 오후 9:00~23                                                        | 23        |
| KBS 1TV   | 1975.11.3~1976.1.10                                      | 매주 월~토 오후 9:00~25                                                        | 25        |
| KBS 1TV   | 1976.1.12~2.16                                           | 매주 월~토 오후 9:30~10:00                                                     | 30        |
| KBS 1TV   | 1976.2.17~4.10                                           | 매주 월~토 오후 9:35~10:00                                                     | 25        |
| KBS 1TV   | 1977.10.17~1979.4.7                                      | 매주 월~토 오후 9:40~10:00                                                     | 20        |

## 프로그램 리스트
- 아래 드라마 프로그램들은 2003년 이전에 제작·방송했으며 부득이하게 일부 장면에서 흡연 장면·담배 소품이 노출될 수 있으며 시청자 여러분들의 양해를 바랍니다.
- 아래 드라마 프로그램들은 2002년 11월 이후 시청 가능 연령을 표시하는 드라마 등급 제도를 의무적으로 시행하여 현재까지 이어지고 있습니다.
- 2017년 3월 1일부터 TV 프로그램 등급 표시 외에 주제, 폭력성, 선정성, 언어, 모방 위험 등 분류 사유 표시를 의무적으로 시행하고 있습니다.

### 1960년대
- 《신부일년생》 : 1969.5.5~6.14
- 《이웃사촌》 : 1969.6.16~7.28
- 《행복이라는 것은》 : 1969.7.29~9.16
- 《다녀왔읍니다》 : 1969.9.17~11.3
- 《상아의 노래》 : 1969.11.4~12.12
- 《사랑합니다》 : 1969.12.13~1970.2.3

### 1970년대
- 《즐거운 우리집》 : 1973.8.15~10.5
- 《무지개뜨는 골목》 : 1973.12.3~1974.4.12
- 《꽃피는 팔도강산》 : 1974.4.14~1975.10.5
- 《꿈꾸는 해바라기》 : 1975.10.6~12.20
- 《산비둘기》 : 1976.1.5~ 4.9
- 《전천후 사나이》 : 1976.4.12~ 8.3 (전체 방송 기간 : 1976.4.5~8.3)
- 《박달선생》 : 1976.8.5~10.16
- 《왕도》 : 1976.10.18~1977.2.26 (연속사극)[1]
- 《대동별곡》 : 1977.2.28~8.13 (연속사극)[2]
- 《꽃신》 : 1977.8.16~12.2[3]
- 《행복의 문》 : 1977.12.5~1978.4.29[4]
- 《자매들》 : 1978.5.1~9.23[5]
- 《기러기》 : 1978.9.25~1979.3.24[6]
- 《장미의 거리》 : 1979.3.26~7.28
- 《날마다 행복》 : 1979.7.30~11.10
- 《미스터·리 흥분하다》 : 1970.9.28~1971.2.14
- 《꿈나무》 : 1971.2.15~10.8[7]
- 《오똑이 가족》 : 1972.2.13~4.2[8]
- 《여로》 : 1972.4.3~12.29[9]
- 《파도》 : 1973.1.1~10.6[10][11]
- 《약속》 : 1973.10.8~12.7
- 《봉녀》 : 1973.12.9~1974.2.3
- 《하얀꽃》 : 1974.2.10~6.15
- 《그리워》 : 1974.6.17~8.16 (전체 방송 기간 : 1974.4.1~8.23)
- 《흙진주》 : 1974.8.27~10.5
- 《심청전》 : 1971.11.21~12월 28 (고전시리즈)
- 《흥부전》 : 1972.1.2~29 (고전시리즈)
- 《허생전》 : 1972.1.31~3.4 (고전시리즈)
- 《한중록(1972)》 : 1972.3.7~8.12 (고전시리즈)
- 《채봉감별곡》 : 1972.8.14~8.26 (고전시리즈)
- 《진사의 딸》 : 1972.8.28~10.3 (고전시리즈)
- 《이춘풍전》 : 1972.10.4~11.11 (고전시리즈)
- 《용바위》 : 1972.11.13~12.28 (고전시리즈)
- 《장화홍련전》→《효녀탑》 : 1973.1.1~2.3 (고전시리즈)
- 《세종대왕》 : 1973.2.5~10.6
- 《강감찬》 : 1973.10.8~11.10, 1973.12.3 ~ 1974.1.9 (전체 방송 기간 : 1973. 10.8 ~ 1974.1.9)
- 《이율곡》 : 1974.1.10~3.2 (연속사극)
- 《어선일신호》 : 1974.3.4~30
- 《그리워》 : 1974.4.1~6.15 (전체 방송 기간 : 1974.4.1~8.16)
- 《추자도》 : 1974.6.19~8.9
- 《에루야》 : 1974.8.12~12.6
- 《삼국통일》 : 1974.12.9~1975.1.31 (1975년 2월 17일부터는 「일요사극」방영)
- 《천생연분》 : 1975.2.3~6.6 (일일코미디)
- 《가족》 : 1975.6.9~9.18
- 《언제나 푸른하늘》 : 1976.4.12~1977.4.30

### 1980년대
- 《벼랑위의 사람들》 : 1980.3.10~1980.9.5
- 《계절풍》 : 1980.9.8~1980.12.26 (언론 통폐합에 따라 1980년 12월 1일부터 KBS TV에서 KBS 1TV로 변경)
- 《달동네》 : 1980.12.1~1981.1.30 (전체 방송 기간 : 1980.10.1~1981.9.5)
- 《두 여인》 : 1981.2.2~1981.4.4 (전체 방송 기간 : 1981.1.6~1981.4.4)
- 《표적》 : 1981.4.6~1981.9.3 (1981년 9월 8일부터는 화수「주간극」방영)(전체 방송 기간 : 1981.4.6일 ~ 9.16)
- 《길》 : 1981.9.7~1981.12.19 (영상 소설)
- 《약속의 땅》 : 1982.1.4~1982.9.18
- 《보통 사람들》 : 1982.9.20~1984.6.1
- 《사랑하는 사람들》 : 1984.6.4~1985.4.19
- 《고향》 : 1985.4.22~1985.9.20
- 《은빛 여울》 : 1985.9.23~1986.4.11
- 《여심》 : 1986.4.14~1986.12.26
- 《세월》 : 1987.1.5~1986.5.29
- 《푸른 해바라기》 : 1987.6.1~1987.11.27
- 《어머니》 : 1987.11.30~1988.4.22
- 《사랑의 기쁨》 : 1988.5.2~1989.3.3
- 《세노야》 : 1989.3.6~1989.6.30
- 《회전목마》 : 1989.7.3~1989.11.3
- 《울밑에 선 봉선화》 : 1989.11.6~1990.8.31

### 1990년대
- 《서울뚝배기》 : 1990.9.3~1991.7.5
- 《옛날의 금잔디》 : 1991.7.8~1992.4.17
- 《정든 님》 : 1992.4.20~1992.12.29
- 《들국화》 : 1993.1.4~1993.9.10
- 《당신이 그리워질때》 : 1993.9.13~1994.12.30
- 《하늘 바라기》 : 1995.1.2~1995.3.31
- 《바람은 불어도》 : 1995.4.3~1996.3.29
- 《사랑할 때까지》 : 1996.4.1~1997.2.28
- 《정 때문에》 : 1997.3.3~1998.3.13
- 《살다보면》 : 1998.3.16~1998.8.28
- 《내사랑 내곁에》 : 1998.8.31~1999.02.26
- 《사람의 집》 : 1999.03.01~1999.08.27
- 《해뜨고 달뜨고》 : 1999.08.30~2000.02.25

### 2000년대
- 《좋은 걸 어떡해》 : 2000.5.1~2001.2.2
- 《우리가 남인가요》 : 2001.2.5~10.26
- 《사랑은 이런거야》 : 2001.10.29~2002.6.28
- 《당신 옆이 좋아》 : 2002.7.1~2003.1.31
- 《노란 손수건》 : 2003.2.3~2003.10.3
- 《백만송이 장미》 : 2003.10.6~2004.6.4
- 《금쪽같은 내새끼》 : 2004.6.7~2005.2.11
- 《어여쁜 당신》 : 2005.2.14~9.23
- 《별난여자 별난남자》 : 2005.9.26~2006.5.19
- 《열아홉 순정》 : 2006.5.22~2007.1.12
- 《하늘만큼 땅만큼》 : 2007.1.15~8.31
- 《미우나 고우나》 : 2007.9.3~2008.5.2
- 《너는 내 운명》 : 2008.5.5~2009.1.9
- 《집으로 가는 길》 : 2009.1.12~6.26
- 《다 함께 차차차》 : 2009.6.29~2010.1.29

### 2010년대
- 《바람 불어 좋은 날》 : 2010년 2월 1일~2010년 10월 1일
- 《웃어라 동해야》 : 2010년 10월 4일~2011년 5월 13일
- 《우리집 여자들》 : 2011년 5월 16일~2011년 11월 4일
- 《당신뿐이야》 : 2011년 11월 7일~2012년 5월 4일
- 《별도 달도 따줄게》 : 2012년 5월 7일~2012년 11월 2일
- 《힘내요 미스터 김》 : 2012년 11월 5일~2013년 4월 26일
- 《지성이면 감천》 : 2013년 4월 29일~2013년 11월 1일
- 《사랑은 노래를 타고》 : 2013년 11월 4일~2014년 6월 6일
- 《고양이는 있다》 : 2014년 6월 9일~2014년 11월 21일
- 《당신만이 내사랑》 : 2014년 11월 24일~2015년 5월 8일
- 《가족을 지켜라》 : 2015년 5월 11일~2015년 10월 30일
- 《우리집 꿀단지》 : 2015년 11월 2일~2016년 4월 29일
- 《별난 가족》 : 2016년 5월 2일~2016년 11월 25일
- 《빛나라 은수》 : 2016.11.28~2017.5.26
- 《무궁화 꽃이 피었습니다》 : 2017년 5월 29일~2017년 11월 10일
- 《미워도 사랑해》 : 2017년 11월 13일~2018년 5월 4일
- 《내일도 맑음》 : 2018년 5월 7일~2018년 11월 2일
- 《비켜라 운명아》 : 2018.11.5~2019.4.26
- 《여름아 부탁해》 : 2019년 4월 29일~2019년 10월 25일
- 《꽃길만 걸어요》 : 2019년 10월 28일~2020년 4월 17일

### 2020년대
- 《기막힌 유산》 : 2020.4.20~10.9
- 《누가 뭐래도》 : 2020.10.12~2021.3.26
- 《속아도 꿈결》 : 2021.3.29~10.01
- 《국가대표 와이프》 : 2021.10.4~2022.4.8
- 《으라차차 내 인생》 : 2022.4.11~9.30
- 《내 눈에 콩깍지》 : 2022.10.3~2023.3.24
- 《금이야 옥이야》 : 2023.3.27~9.15
- 《우당탕탕 패밀리》 : 2023.9.18~2024.3.22
- 《수지맞은 우리》 : 2024.3.25~10.4
- 《결혼하자 맹꽁아!》 : 2024.10.7~2025.4.8
- 《대운을 잡아라》 : 2025.4.14~현재
- 《마리와 별난 아빠들》: 2025.10.6~방송예정

## 경쟁 프로그램
- KBS 2TV 일일 드라마
- MBC 일일 드라마
- SBS 일일 드라마(폐지)
- JTBC 일일 드라마(폐지)

## 같이 보기
| KBS 1TV 평일 프로그램 |             |            |
| 이전 | 일일 드라마 | 다음       |
| 우리말 겨루기 (월요일) 이웃집 찰스 (화요일) (일부 지역 자체 방송) 일꾼의 탄생 2 (수요일) (일부 지역 자체 방송) 한국인의 밥상 (목요일) 스카우트 6 얼리어잡터 (금요일) (일부 지역 자체 방송) | 일일 드라마 | KBS 뉴스 9 |
| 오후 7:40 | 오후 8:30   | 오후 9:00  |
| |             |            |